# 구모토리산
구모토리산 (雲取山, Kumotori-san)은 일본 혼슈의 도쿄도, 사이타마현, 야마나시현 경계에 위치한다. 해발 2,017 미터 (6,617 ft)로, 정상은 도쿄도에서 가장 높은 지점이다. 이 산은 오쿠타마산맥과 오쿠치치부산맥을 나눈다. JR 오쿠타마역 근처에서 시작되는 도쿄도에서 가장 높은 산맥인 이시오네(石尾根) 산맥의 끝을 나타내지만, 두 산맥의 산들 사이에 외딴 위치 때문에 접근이 어렵다.
구모토리산에는 등산객들이 가끔 밤샘 대피소로 사용하는 "비상" 산장이 있다. 고도에 익숙하지 않은 등산객(도쿄도에서 오는 경우)은 더 낮은 고도에서 밤을 보내는 것을 선호할 수 있다. 구모토리산 정상은 날씨가 좋으면 후지산의 멋진 경치를 제공한다.
이 산의 지역적 중요성으로 인해 정상은 고정된 1등 삼각점으로 설정되었다. 삼각점은 1882년 12월에 설치되었으며, 이는 일본에서 가장 초기에 설치된 삼각점 중 하나이다.
구모토리산은 일본백명산 중 하나이다.

## 같이 보기
- 오쿠타마
- 오쿠치치부산맥
- 일본백명산